# Tschernjatyn (Kolomyja)
Tschernjatyn (ukrainisch Чернятин; russisch Чернятин Tschernjatin, polnisch Czerniatyn) ist ein Dorf im Osten der ukrainischen Oblast Iwano-Frankiwsk mit etwa 3100 Einwohnern (2001).
Das erstmals 1453 schriftlich erwähnte Dorf liegt  an der Regionalstraße P–24 im Osten der historischen Landschaft Galizien 4 km südwestlich vom ehemaligen Rajonzentrum Horodenka und etwa 75 km südöstlich vom Oblastzentrum Iwano-Frankiwsk.
Am 12. Juni 2020 wurde das Dorf ein Teil neu gegründeten Stadtgemeinde Horodenka; bis dahin bildete es die Landratsgemeinde Tschernjatyn (Чернятинська сільська рада/Tschernjatynska silska rada) im Zentrum des Rajons Horodenka.
Am 17. Juli 2020 wurde der Ort Teil des Rajons Kolomyja.